# John Leslie Martin

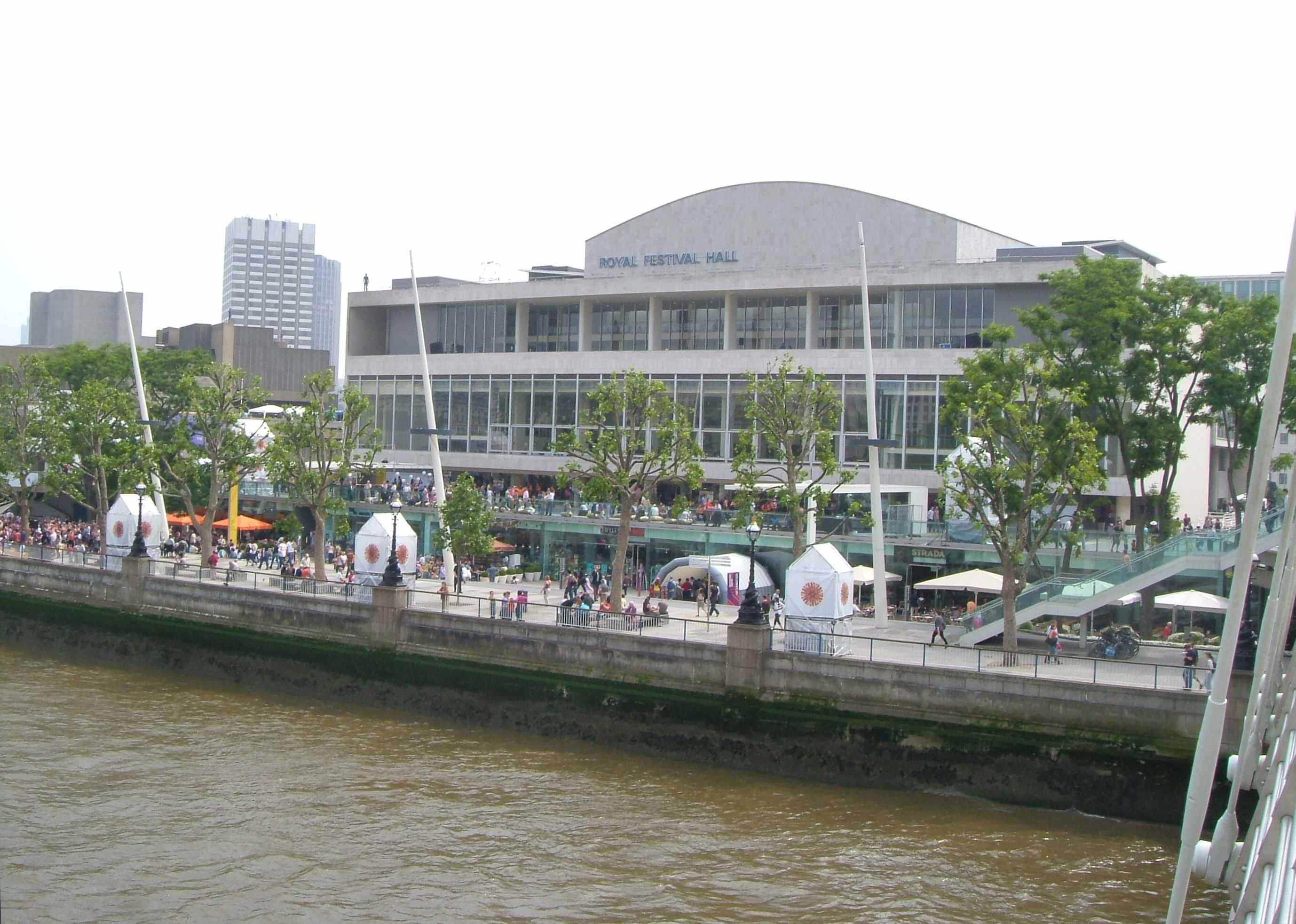
Royal Festival Hall (1951), Londres

John Leslie Martin (Mánchester, 17 de agosto de 1908-28 de julio de 2000) fue un arquitecto racionalista británico. 

## Trayectoria
Estudió en la Universidad de Mánchester (1927-1930), donde pasó a dar clases hasta 1934. Entre 1934 y 1939 fue profesor en la Universidad de Hull. Trabajó después para la Compañía de Ferrocarriles London, Midland and Scottish Railways hasta 1948 y para el Ayuntamiento de Londres entre 1949 y 1956, año este último en que abrió su despacho profesional en solitario. El mismo 1956 fue nombrado profesor y jefe del departamento de arquitectura de la Universidad de Cambridge, cargo que ejerció hasta 1972.
Entre sus obras destacan: el Royal Festival Hall en Londres (1951, con Robert Matthew, Peter Moro y Edwin Williams); las residencias Harvey Court para el Gonville and Caius College (1957-1962) y William Stone (1960-1964), ambas en Cambridge y realizadas en colaboración con Colin St. John Wilson y Patrick Hodgkinson; el Vaughan College en Leicester (1958-1961, con Trevor Dannat); la Academia Real Escocesa de Música y Arte Dramático (1968-1987); el Kettles Yard en Cambridge (1969-1971, con David Owers); la sección de Bellas Artes del Museo Calouste Gulbenkian en Lisboa (1980-1984, con Ivor Richards); y el Royal Concert Hall de Glasgow (1983-1990).
Fue miembro de la Royal Academy of Arts, caballero comendador de la Orden del Imperio Británico y Medalla de Oro del RIBA. Se retiró en 1990.